# ベトナム系アメリカ人
ベトナム系アメリカ人（Vietnamese American、ベトナム語: người Mỹ gốc Việt）は、ベトナムからアメリカ合衆国に移住した人々、そして彼らの子孫である。中越戦争時にベトナムを脱出した中国系ベトナム人が大半をしめる。

## 歴史
ベトナム系アメリカ人の多くはベトナム戦争終結から中越戦争の混乱期に主にベトナム共和国（南ベトナム）から脱出してきた。フォード大統領は積極的に彼らを受け入れた。アメリカに到着した後は彼らは難民キャンプに入れられてアメリカで生活する為の教育を受けた。そしてその後にはフロリダ州やカリフォルニア州オレンジ郡のウェストミンスターやサンノゼ、東部に移住した人々はペンシルベニア州やマサチューセッツ州、ニューヨークなどに定住した。
在ベトナム華人人口は南北統一後の1975年145万人から1987年28.5万人にまで減少しているが、これは中越戦争前夜に多くの華人がボートピープルとしてベトナムを脱出し、111万1000人もの華人がベトナムからアメリカ･カナダなど第三国に定住したためである。こうした民族的には中国系であるが出身はベトナムである者がこうしたベトナムからの難民や移民の大部分を占める。
50代以上を中心にベトナムの現共産主義政権に対して敵意を持つ人が多い。自由ベトナム臨時政府のように、ベトナム共産党政権に敵対する組織もある。1980年代、ベトナム系の漁師達がKKKから暴力を振るわれたり嫌がらせを受ける人種差別事件も発生した。

## 言語
ベトナム語、英語

## 主なベトナム系アメリカ人
- ジョゼフ・カオ - 共和党の元下院議員
- カン・リー - 格闘家、元Strikeforce世界ミドル級王者
- ナム・ファン - 格闘家
- ダスティン・グエン - V. I. P.シリーズに出演した俳優
- ティラ・テキーラ - 女性モデル、歌手
- ヴァン・ダークホーム - ポルノ俳優、監督
- ケリー・マリー・トラン - 女優

## 関連文献
- 麻生享志『「リトルサイゴン」 ベトナム系アメリカ文化の現在』彩流社、2020年。
- 佐原彩子「さまざまなベトナム戦争 : 反共・反政府運動から見えてくるもの」『アメリカ太平洋研究』第5巻、東京大学大学院総合文化研究科附属アメリカ太平洋地域研究センター、2005年、119-134頁、ISSN 13462989、2022年10月8日閲覧。
- 古屋博子「対立の40年 : ベトナム政府と在米ベトナム人の政治的対立の変容」『立教アメリカン・スタディーズ』第38巻第35号、立教大学、2016年、41-58頁、2022年10月8日閲覧。
- 村井泰廣「ベトナム系アメリカ人の文化的変容」（PDF）『苫小牧駒澤大学紀要』第24号、苫小牧駒澤大学、2011年12月、1-25頁、CRID 1520290884524715136、ISSN 13494309、NAID 40019238901、NDLJP:11569007。
- 吉田美津「ベトナム系アメリカ文学とアメリカ社会 難民から第二世代へ」『アメリカ研究』第35号、日本学術協力財団、2001年、21-38頁、2022年10月8日閲覧。